# Ghesquierellana tessellalis
Ghesquierellana tessellalis là một loài bướm đêm trong họ Crambidae.